# Jan Oblak
Jan Oblak (Škofja Loka, 7. siječnja 1993.) slovenski je nogometaš koji igra na poziciji golmana. Trenutačno igra za Atlético Madrid.

## Klupska karijera

### Omladinska karijera
Kao petogodišnjak počeo je igrati za lokalni klub Ločan. Kao desetogodišnjak prešao je u akademiju Olimpije u kojoj je bio sve do kraja sezone 2004./05. kada je klub prestao postojati. Oblak je tada prešao u novoosnovani klub Bežigrad koji je nekoliko puta mijenjao ime, sve do 2008. kada je preimenovan u Olimpija Ljubljana. Za Olimpiju Ljubljanu debitirao je 17. svibnja 2009. u drugoligaškoj utakmici protiv Mure 05 koju je Olimpija Ljubljana dobila s visokih 7:2. Olimpija je te sezone osvojila drugu ligu te je stoga ostvarila plasman u prvu ligu za sezonu 2009./10. U sezoni 2009./10. Oblak je bio prvi izbor Olimpije Ljubljane na poziciji golmana te je klub završio sezonu na četvrtom mjestu.

### Benfica
Dana 14. lipnja 2010. Oblak je potpisao ugovor s Benficom. U kolovozu 2010. posuđen je Beira-Maru, a u siječnju 2011. Olhanenseu. Tijekom sezone 2011./12. Oblak je bio posuđen União de Leiriji. Za taj je klub u ligi debitirao 15. siječnja 2012. protiv Nacionala (2:2).
Nakon što je Benficin prvi golman Artur Moraes napravio niz grešaka tijekom sezone 2013./14., Benficin menadžer Jorge Jesus odlučio je učiniti Oblaka prvim golmanom. Dana 6. srpnja Oblak je osvojio nagradu za najboljeg golmana lige.

### Atlético Madrid

#### Sezona 2014./15.
Dana 16. srpnja 2014. Atlético Madrid je objavio da je postigao dogovor s Benficom oko transfera Oblaka. Atlético je za Oblaka platio 16 milijuna eura što je učinilo transfer Oblaka najskupljim transferom nekog golmana u povijesti La Lige. Oblak je došao u Atlético kao zamjena za Thibauta Courtoisa. Oblak je za Atlético debitirao 16. rujna u utakmici UEFA Lige prvaka protiv Olympiakosa od kojeg je Atlético izgubio 3:2. Prvu utakmicu bez primljena gola odigrao je 3. prosinca u svojoj prvoj utakmici Copa del Reya u kojoj je Atlético savladao L'Hospitalet 3:0. U La Ligi je debitirao 21. ožujka kada je Atlético pobijedio Getafe 2:0.

#### Sezona 2015./16.
Dana 3. svibnja 2016. obranio je penal kojeg je izveo Thomas Müller u uzvratnoj utakmici polufinala UEFA Lige prvaka 2015./16. protiv Bayern Münchena. Iako je Atlético izgubio tu utakmicu 2:1, plasirao se u finale zbog pravila gola u gostima. Atlético je u tom finalu izgubio 5:3 na penale od Real Madrida (prije izvođenja penala rezultat je bio 1:1). Oblak je bio član momčadi sezone UEFA Lige prvaka 2015./16. Na kraju ligaške sezone nagrađen je Nagradom Zamora koja se dodjeljuje golmanu s najmanje primljenih golova u sezoni La Lige.

#### Sezona 2016./17.
U sezoni 2016./17. ponovno bio član najbolje momčadi UEFA Lige prvaka te je ponovno osvojio Nagradu Zamora. Bio je nominiran za Ballon d'Or 2017. Završio je na 26. mjestu s 4 glasa.

#### Sezona 2017./18.
Dana 28. siječnja 2018. odigrao je svoju 100. ligašku utakmicu za klub i to protiv Las Palmasa. U tih 100 utakmica primio je samo 54 gola te u 59 od tih 100 utakmica nije primio niti jedan gol. Oblak je nastupao u finalu UEFA Europske lige 2017./18. u kojem je Atlético pobijedio Marseille 3:0. Bio je uvršten u najbolju momčad UEFA Europske lige 2017./18. Treći put za redom osvojio je Nagradu Zamora te nagradu za najboljeg golmana La Lige. Osvajanjem potonje nagrade postao je prvi igrač kojem je dodijeljeno to priznanje treći put. Ponovno je bio nominiran za Ballon d'Or, no ovaj je put završio na 25. mjestu s 2 glasa.

#### Sezona 2018./19.
Dana 6. studenog 2018. Oblak je nastupao u utakmici UEFA Lige prvaka 2018./19. u kojoj je Borussia Dortmund poražena rezultatom 2:0. Oblak je time odigrao svoju 178. utakmicu za klub te 100. utakmicu za klub u kojoj nije primio niti jedan gol. Na kraju sezone četvrti mu je put u karijeri dodijeljena Nagrada Zamora te je time izjednačio rekord Víctora Valdésa za najviše osvojenih Nagrada Zamore. Također mu je četvrti put dodijeljena nagrada za najboljeg golmana La Lige.

#### Sezona 2019./20.
Prije početka sezone 2019./20. imenovan je klupskim dokapetanom. Dana 21. listopada 2019. bio je nominiran za Trofej Jašin, nagradu koja se dodjeljuje najboljem golmanu. Oblak je završio četvrti. Dana 6. prosinca odigrao je ligašku utakmicu protiv Villarreala (0:0). To je bila njegova 169. ligaška utakmica te 96. ligaška utakmica bez primljenog gola. Tom je utakmicom srušio klupski rekord za najviše ligaških utakmica bez primljenog gola kojeg je držao Abel Resino. Dana 17. lipnja 2020. nastupao je u ligaškoj utakmici protiv Osasune (5:0). To je bila njegova 182. ligaška utakmica te 100. u kojoj je primio nula golova. Time je postao golman kojem je trebalo najmanje utakmica da ostvari 100 utakmica u La Ligi bez primljenog gola. Tom je utakmicom srušio rekord kojeg je postavio Miguel Reina u svom 222. ligaškog nastupu prije skoro pola stoljeća. Oblak je također postao prvi golman koji nije bio iz Španjolske, a da je odigrao 100 utakmica bez primljenog gola. Pobjedom protiv Deportivo Alavésa (2:1) 27. lipnja 2020., Oblak je ostvario svoj 250. ligaški nastup za klub i to jedan tjedan nakon što je po broju nastupa dostigao Joséa Francisca Molinu, golmana koji je do tjednog bio drugi golman po broju nastupa u klupskoj povijesti.

#### Sezona 2020./21.
U sezoni 2020./21. Oblak je s klubom osvojio La Ligu te je osvojio nagradu za njenog najboljeg igrača. U 18 od odigranih 38 ligaških utakmica te sezone nije primio niti jedan gol. Peti je put u karijeri osvojio Nagradu Zamoru.

#### Sezona 2021./22.
Dana 15. kolovoza 2021. Oblak je odigrao svoju 304. natjecateljsku utakmicu za klub te je srušio rekord Abela Resina za golmana s najviše nastupa za klub.

## Reprezentativna karijera
Tijekom svoje omladinske karijere nastupao je za selekcije Slovenije do 15, 16, 20 i 21 godinu. Za A selekciju Slovenije debitirao je 11. rujna 2012. kada je Slovenija izgubila od Norveške 2:1. Prvim golmanom reprezentacije postao je krajem 2015. kada se Samir Handanović oprostio od reprezentacije. Dana 6. rujna 2019. Oblak je prvi put bio kapetan Slovenije.

## Osobni život
Janov otac Matjaž Oblak je Slovenac, a njegova majka Stojanka Majkić Srpkinja iz Bosne. Janova starija sestra Teja Oblak reprezentativna je košarkašica.

## Priznanja

### Individualna
- Najbolji golman Primeira Lige: 2013./14.[11]
- Nagrada Zamora: 2015./16.,[24] 2016./17.,[50] 2017./18.,[51] 2018./19.,[52] 2020./21.[53]
- Član momčadi sezone La Lige: 2015./16.,[54] 2016./17.[55]
- Član momčadi sezone UEFA Lige prvaka: 2015./16., 2016./17.,[56] 2019./20.[57]
- Najbolji golman La Lige: 2015./16., 2016./17., 2017./18., 2018./19.[58]
- Član momčadi sezone La Lige prema UEFA-i: 2015./16., 2016./17., 2017./18., 2018./19.[59][60][61][62]
- FIFA FIFPro World11: 2017. (5. momčad)[63]
- Nominacija za FIFA FIFPro World11: 2019. (5. mjesto),[64] 2020. (3. mjesto)[65]
- Član momčadi sezone UEFA Europske lige: 2017./18.[31]
- Nogometaš godine Slovenije: 2015., 2016., 2017., 2018., 2020.[66][67]
- Mladi nogometaš godine Slovenije: 2012., 2013.[68]
- The Best FIFA Goalkeeper: 2020. (3. mjesto)
- Najbolji golman desetljeća prema IFFHS-u: 2011. – 2020. (6. mjesto)[69]
- Igrač mjeseca La Lige: svibanj 2021.[70]
- Član ESM Momčadi godine: 2020./21.[71]
- Igrač sezone La Lige: 2020./21.[43]

### Klupska
Olimpija Ljubljana
- Druga slovenska nogometna liga: 2008./09.[4]

Benfica
- Primeira Liga: 2013./14.[12]
- Taça de Portugal: 2013./14.[12]
- Taça da Liga: 2013./14.[12]

Atlético Madrid
- La Liga: 2020./21.[72]
- Supercopa de España: 2014. (osvajač),[73] 2019./20. (finalist)
- UEFA Europska liga: 2017./18.
- UEFA Superkup: 2018.[74]
- UEFA Liga prvaka: 2015./16. (finalist)[22]

## Vanjske poveznice
- Profil  Arhivirana inačica izvorne stranice od 24. listopada 2016. (Wayback Machine), Atlético Madrid
- Profil, Slovenski nogometni savez
- Profil, BDFutbol  (engl.)
- Profil, Soccerway
- Jan Oblak na ForaDeJogu (arhivirane) (engl.)
- Jan Oblak, National-Football-Teams.com ‎ (engl.)